# 総合経営研究所
株式会社総合経営研究所（General Management Consultant）は、東京都に本社を置く経営コンサルタント。

## 概要
- 所在：東京都千代田区平河町2-12-7
- 設立：1956年

## 関連会社
- 株式会社総研ホテル経営研究所
- 株式会社総研ビー・エイチ企画
- 株式会社エスジーホテルネット
- 平成設計株式会社
- エス・ジー通商株式会社